# Дъ Шоуто
„Дъ Шоуто” е забавен формат, в който кралете на комедийния жанр забавляват с първокласен хумор, уникални скечове и неподражаеми образи. Съчетание от скечове, автентични образи и актьорски импровизации.

## Участници
В предаването участват Тончо Токмакчиев, Христо Гърбов, Филип Аврамов, Ненчо Илчев, Петьо Петков-Шайбата и Рада Кайрякова.